# توني كيندال
توني كيندال (بالإيطالية: Tony Kendall)‏ هو ممثل إيطالي، ولد في 22 أغسطس 1936 في إيطاليا، وتوفي بنفس المكان في 28 نوفمبر 2009.

## وصلات خارجية
- توني كيندال على موقع IMDb (الإنجليزية)
- توني كيندال على موقع ألو سيني (الفرنسية)
- توني كيندال على موقع أول موفي (الإنجليزية)
- توني كيندال على موقع قاعدة بيانات الأفلام السويدية (السويدية)
- توني كيندال على موقع قاعدة بيانات الفيلم (الإنجليزية)
- توني كيندال على موقع كينوبويسك (الروسية)